# Leo McKern
Leo McKern (n. 16 martie 1920, Sydney, Noul Wales de Sud, Australia – d. 23 iulie 2002, Bath, Anglia, Regatul Unit) a fost un actor din Australia. A primit premiul Officer of the Order of Australia, premiul AACTA pentru „cel mai bun actor” (1987).

## Filmografie
- Murder in the Cathedral (1952)
- All for Mary (1955)
- The Adventures of Robin Hood (1955): episoadele "The Coming of Robin Hood" ca Sir Roger DeLisle și "The Moneylender" ca Herbert of Doncaster.
- X the Unknown (1956) – Police Inspector McGill
- Time Without Pity (1957)
- Confess, Killer (1957)
- A Tale of Two Cities (1958) – Attorney General
- The Mouse That Roared (1958) – Conducătorul opoziției
- Yesterday's Enemy (1959) – Max
- Web of Evidence (1959) – McEvoy
- Scent of Mystery (1960)
- Saturday Playhouse "The Man Who Came to Dinner" (1960)
- The Running Jumping & Standing Still Film (1960)
- Jazz Boat (1960)
- 1961 The Day the Earth Caught Fire (The Day the Earth Caught Fire) – Bill Maguire
- 1961 Domnul Topaze (Mr. Topaze), regia Peter Sellers
- The Inspector (1962)
- The Amazing Dr. Clitterhouse (1962)
- Doctor in Distress (1963)
- Hot Enough for June (1964)
- A Jolly Bad Fellow (1964)
- King & Country (1964)
- 1965 Moll Flanders (The Amorous Adventures of Moll Flanders), regia Terence Young
- Help! (1965) – High Priest Clang
- Alice In Wonderland – "The Duchess" în adaptarea TV din 1966 a lui Jonathan Miller
- 1966 Un om pentru eternitate (A Man for All Seasons), regia Fred Zinnemann ;  Thomas Cromwell
- The Prisoner (1967): "The Chimes of Big Ben", "Once Upon a Time" și  "Fall Out" – Number Two
- Assignment K (1968)
- 1968 Nimeni nu aleargă mereu (Nobody Runs Forever), regia Ralph Thomas
- Decline and Fall... of a Birdwatcher (1968)
- The Shoes of the Fisherman (1968) – Cardinalul Leone
- 1970 Fiica lui Ryan (Ryan's Daughter), regia David Lean : Thomas Ryan
- 1973 Represalii la Roma (Rappresaglia), regia George P. Cosmatos  – General Kurt Mälzer
- The Adventure of Sherlock Holmes' Smarter Brother (1975) – Profesorul Moriarty
- Play For Today :"Rumpole of The Bailey" (1975) – Horace Rumpole
- Space: 1999: "The Infernal Machine" (1976) – Companion/Voice of Gwent
- The Omen (1976) – Carl Bugenhagen
- Candleshoe (1977) – Harry Bundage
- Damien: Omen II (1978) – Carl Bugenhagen
- Rumpole of the Bailey (1978–92) – Horace Rumpole
- The Nativity (TV 1978) – Herod the Great
- The Sun is God, The Life of J M W Turner (1979) - J M W Turner
- The Blue Lagoon (1980) – Paddy Button
- Iubita locotenentului francez (1981) – Dr Grogan
- Reilly, Ace of Spies (1983) – Basil Zaharoff
- King Lear (1983) – Earl of Gloucester
- The Chain (1984)
- Ladyhawke (Domnița șoim, 1985) – Imperius
- Crimă cu oglinzi (1985, TV, film cu Miss Marple) -  Inspector Curry
- Monsignor Quixote (1987)
- Travelling North (1987)
- A Foreign Field (1993) – Cyril
- Dad and Dave: On Our Selection (1995) – Dad (Joseph) Rudd
- Scrooge Koala's Christmas (a.k.a. Scrooge and Comet's Christmas Adventure, 1997) – Vocea Scrooge Koala
- Molokai: The Story of Father Damien (1999) – Bishop